# Michelle Trachtenberg
Michelle Christine Trachtenberg (n. 11 octombrie 1985, New York City, New York, SUA – d. 26 februarie 2025, New York City, New York, SUA) a fost o actriță americană.

## Biografie
Michelle Christine Trachtenberg s-a născut la 11 octombrie 1985, în New York, Lana Trachtenberg, un manager de bancă, și Michael Trachtenberg, un tehnician de fibră optică. Părinții ei au fost imigranți evrei, tatăl ei din Germania și mama ei din Rusia. Mama ei a ajutat-o să învețe puțină rusă pentru un rol în 2013. Bunicii ei locuiesc în Israel. Ea a avut o soră mai mare pe nume Irene.
A fost crescută în Sheepshead Bay, Brooklyn, unde a urmat gimnaziul la The Bay Academy for the Arts and Sciences. Ulterior, a urmat liceul Notre Dame din Sherman Oaks, Los Angeles. A declarat într-un interviu ulterior și pe rețelele sociale că a fost agresată la școală.

## Carieră

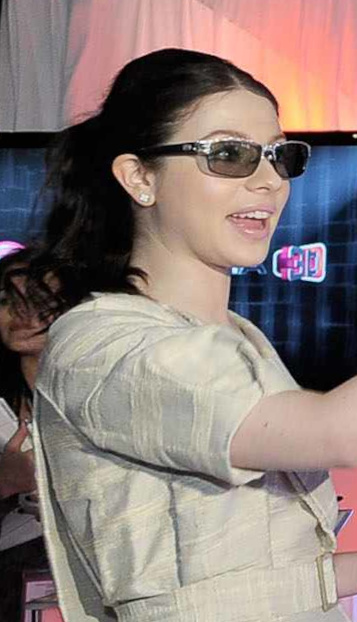
Trachtenberg în 2011

Trachtenberg și-a făcut prima apariție televizată la vârsta de trei ani, într-o reclamă pentru detergentul Wisk. În cele din urmă, ea va juca roluri principale în peste 100 de reclame. Primul ei rol de televiziune a fost în cel de-al doilea sezon din Law & Order, dar primul ei rol creditat a fost rolul Nona F. Mecklenberg din serialul Nickelodeon The Adventures of Pete & Pete din 1994 până în 1996. În aceeași perioadă, ea a interpretat-o pe Lily Montgomery în telenovela All My Children.
Cariera cinematografică a lui Trachtenberg a început în 1996 cu rolul principal din Harriet sub acoperire, pentru care a trebuit să părăsească Aventurile lui Pete și Pete în timpul celui de-al treilea sezon.
În 2006, Trachtenberg a jucat în Crăciun negru, remake-ul serialului slasher din 1974. În 2007, ea a fost distribuită în rolul principal feminin într-un pilot de comedie ABC numit The Hill, bazat pe ziarul cu același nume din Washington.
În 2016, ea a declarat că era membră a Writers Guild of America și că lucra la mai multe proiecte de scriere și că continua să fie inspirată de rolul ei din Harriet the Spy. Potrivit cineastului Casey Tebo, ea a scris un scenariu bazat pe cartea Toy Monster.
În 2022, Trachtenberg și-a reluat rolul Georgina Sparks în cel de-al doilea sezon al reluării de către HBO a serialului Gossip Girl. În 2023, ea a avut un rol de voce în adaptarea serialului animat al Apple TV, Harriet sub acoperire.

## Decesul
La începutul anului 2024, Trachtenberg și-a exprimat îngrijorarea pe rețelele de socializare cu privire la starea sa de sănătate, care fusese speculată din cauza pierderii vizibile în greutate și a semnelor de icter. Ea și-a asigurat urmăritorii că este "fericită și sănătoasă".
La 26 februarie 2025, Trachtenberg a fost descoperită fără reacție de către mama sa în apartamentul său din Manhattan la ora 20:00. Serviciile medicale de urgență au fost chemate la fața locului și au declarat-o moartă la vârsta de 39 de ani. Ulterior, s-a aflat că Trachtenberg suferise un transplant de ficat înainte de moartea sa. Autoritățile au confirmat că moartea sa nu era considerată suspectă. Cauza morții a rămas nedeterminată după ce familia s-a opus unei autopsii pe motive religioase.

## Filmografie

### Filme
| An   | Titlu                                   | Rol                 | Note            | Ref.   |
| ---- | --------------------------------------- | ------------------- | --------------- | ------ |
| 1995 | Melissa                                 | Lena                | necreditată     | [ 40 ] |
| 1996 | Harriet sub acoperire                   | Harriet M. Welsch   |                 | [ 40 ] |
| 1998 | Richie Rich's Christmas Wish            | Gloria Glad         |                 | [ 41 ] |
| 1999 | Inspector Gadget                        | Penny Brown         |                 | [ 42 ] |
| 1999 | Can't Be Heaven                         | Julie               |                 | [ 43 ] |
| 2004 | EuroTrip                                | Jenny               |                 | [ 44 ] |
| 2004 | Mysterious Skin                         | Wendy Peterson      |                 | [ 45 ] |
| 2005 | Ice Princess                            | Casey Carlyle       |                 | [ 46 ] |
| 2006 | Beautiful Ohio                          | Sandra              |                 | [ 47 ] |
| 2006 | Black Christmas                         | Melissa Kitt        |                 | [ 27 ] |
| 2008 | Dragonlance: Dragons of Autumn Twilight | Tika Waylan         | voce            | [ 48 ] |
| 2009 | Against the Current                     | Suzanne             |                 | [ 49 ] |
| 2009 | Din nou la 17 ani                       | Maggie O'Donnell    |                 | [ 50 ] |
| 2010 | Cop Out                                 | Ava Monroe          |                 | [ 51 ] |
| 2010 | DC Showcase: Jonah Hex                  | Bar Girl            | voce            | [ 52 ] |
| 2011 | Take Me Home Tonight                    | Kitchelle           |                 | [ 53 ] |
| 2013 | Sexy Evil Genius                        | Miranda Prague      |                 | [ 54 ] |
| 2014 | The Scribbler                           | Alice / Veronica    |                 | [ 55 ] |
| 2024 | Spyral                                  | Michelle Cody White | film documentar | [ 56 ] |

### Televiziune
| An        | Titlu                              | Rol                    | Note                                      | Ref.   |
| --------- | ---------------------------------- | ---------------------- | ----------------------------------------- | ------ |
| 1991      | Law & Order                        | Dinah Driscoll         | necreditată                               | [ 46 ] |
| 1993      | Clarissa Explains It All           | Elsie Soaperstein      |                                           | [ 57 ] |
| 1993–1996 | All My Children                    | Lily Benton Montgomery |                                           | [ 58 ] |
| 1994–1996 | The Adventures of Pete & Pete      | Nona F. Mecklenberg    | 14 episoade                               | [ 59 ] |
| 1996      | Dave's World                       | Angela                 | Episode: "Solitaire"                      | [ 60 ] |
| 1996      | Space Cases                        | Prankster #1           | Episode: "All You Can Eaty"               | [ 61 ] |
| 1996      | A Holiday for Love                 | Noelle Murphy          |                                           | [ 62 ] |
| 1997      | Meego                              | Maggie Parker          | 13 episoade                               | [ 43 ] |
| 1998      | Blue's Clues                       | Herself                | Episode: "Blue's Birthday"                | [ 63 ] |
| 1998      | Reading Rainbow                    |                        | narator                                   | [ 63 ] |
| 1998      | Guys Like Us                       | Katie                  |                                           | [ 61 ] |
| 1998–1999 | Figure It Out                      | Herself                | Panelist; 12 episodes                     | [ 64 ] |
| 2000      | A Father's Choice                  | Kelly McClain          |                                           | [ 65 ] |
| 2000–2003 | Buffy, spaima vampirilor           | Dawn Summers           | 66 episoade; sezoanele 5-7                | [ 66 ] |
| 2001–2003 | Truth or Scare                     |                        | narator                                   | [ 67 ] |
| 2004      | Six Feet Under                     | Celeste                | 4 episodes; guest role (season 4)         | [ 68 ] |
| 2005      | The Dive from Clausen's Pier       | Carrie Beal            | Television film                           | [ 69 ] |
| 2006      | Doctor House                       | Melinda Bardach        |                                           | [ 70 ] |
| 2006–2018 | Robot Chicken                      |                        | voce; 6 episoade                          | [ 61 ] |
| 2006      | Law & Order: Criminal Intent       | Lisa Willow Tyler      | Episode: "Weeping Willow"                 | [ 63 ] |
| 2008–2012 | Gossip Girl                        | Georgina Sparks        | 28 episodes; recurring role (seasons 1–6) | [ 63 ] |
| 2008      | The Circuit                        | Kylie Shines           |                                           | [ 71 ] |
| 2009–2010 | Mercy                              | Chloe Payne            | 22 episoade; sezonul 1                    | [ 61 ] |
| 2009      | The Super Hero Squad Show          | Valkyrie               | voce; 2 episoade; sezonul 1               | [ 72 ] |
| 2011      | Love Bites                         | Jodie                  | 3 episodes; guest role (season 1)         | [ 73 ] |
| 2011      | Weeds                              | Emma Karlin            | 5 episodes; guest role (season 7)         | [ 61 ] |
| 2013      | Criminal Minds                     | Diane Turner           |                                           | [ 74 ] |
| 2013      | Killing Kennedy                    | Marina Oswald          | Television film                           | [ 75 ] |
| 2013      | NCIS: Los Angeles                  | Lily Lockhart          |                                           | [ 76 ] |
| 2015      | Sleepy Hollow                      | Abigail Adams          | Episode: "Pittura Infamante"              | [ 77 ] |
| 2015      | SuperMansion                       | Blood Moon             | voce                                      | [ 78 ] |
| 2015      | The Christmas Gift                 | Megan                  |                                           | [ 61 ] |
| 2016      | Chopped Junior                     |                        |                                           | [ 61 ] |
| 2016      | Sister Cities                      | Dallas Baxter          | Television film                           | [ 79 ] |
| 2016      | Last Week Tonight with John Oliver | ea însăși              | un episod                                 | [ 80 ] |
| 2022–2023 | Gossip Girl                        | Georgina Sparks        | 2 episoade                                | [ 81 ] |
| 2023      | Harriet the Spy                    | doctor Wagner          | voce                                      | [ 31 ] |

## Premii și nominalizări
| An   | Premii                 | Categorie                                                            | Lucrări                  | Rezultate    | Ref.   |
| ---- | ---------------------- | -------------------------------------------------------------------- | ------------------------ | ------------ | ------ |
| 1997 | Young Artist Award     | Best Performance in a Feature Film: Leading Young Actress            | Harriet the Spy          | Câștigat     | [ 82 ] |
| 1998 | Young Artist Award     | Best Performance in a TV Comedy Series: Supporting Young Actress     | Meego                    | Câștigat     | [ 83 ] |
| 2000 | Young Artist Award     | Best Young Actress in a Comedy Film                                  | Inspector Gadget         | Nominalizare | [ 84 ] |
| 2000 | Young Artist Award     | Best Performance in a Feature Film: Supporting Young Actress         | Inspector Gadget         | Nominalizare | [ 84 ] |
| 2001 | Teen Choice Award      | TV – Choice Sidekick                                                 | Buffy the Vampire Slayer | Nominalizare | [ 35 ] |
| 2001 | Young Artist Award     | Best Performance in a TV Drama Series: Supporting Young Actress      | Buffy the Vampire Slayer | Câștigat     | [ 85 ] |
| 2001 | Saturn Award           | Best Supporting Actress on Television                                | Buffy the Vampire Slayer | Nominalizare | [ 86 ] |
| 2002 | Young Artist Award     | Best Performance in a TV Comedy Series: Leading Young Actress        | Truth or Scare           | Nominalizare | [ 87 ] |
| 2002 | Young Artist Award     | Best Performance in a TV Comedy Series: Guest Starring Young Actress | MADtv                    | Nominalizare | [ 87 ] |
| 2002 | Saturn Award           | Best Supporting Television Actress                                   | Buffy the Vampire Slayer | Nominalizare | [ 88 ] |
| 2003 | Saturn Award           | Best Supporting Television Actress                                   | Buffy the Vampire Slayer | Nominalizare | [ 89 ] |
| 2004 | Daytime Emmy Award     | Outstanding Performer in a Children's Series                         | Truth or Scare           | Nominalizare | [ 90 ] |
| 2007 | Sarasota Film Festival | Breakthrough Performer                                               | Beautiful Ohio           | Câștigat     | [ 91 ] |
| 2012 | Teen Choice Award      | Choice TV Villain                                                    | Gossip Girl              | Nominalizare | [ 35 ] |